# James Worthy
James Ager Worthy (ur. 27 lutego 1961 w Gastonii) – amerykański koszykarz, występujący na pozycji niskiego skrzydłowego, trzykrotny mistrz NBA, członek Koszykarskiej Galerii Sław, po zakończeniu kariery zawodniczej trener koszykarski. 
W 1979 wystąpił w meczu gwiazd amerykańskich szkół średnich - McDonald’s All-American.
Mierzący 206 cm wzrostu koszykarz studiował na University of North Carolina w Chapel Hill, gdzie w latach 1979–1982 grał w drużynie uniwersyteckiej North Carolina Tar Heels. W 1982 został mistrzem NCAA. Obok niego w składzie drużyny znajdował się wówczas m.in. Michael Jordan. Wcześniej, w 1979 wystąpił na juniorskich mistrzostwach świata, jeszcze jako uczeń Ashbrook H.S. Jego zespół zdobył wtedy złoty medal. 
Do NBA został wybrany z 1. numerem w drafcie 1982 przez Los Angeles Lakers. W zespole tym spędził całą karierę (1982-1994). Był ważnym ogniwem mistrzowskiej drużyny Lakers w latach 80. Przez wszystkie lata gry stanowił wsparcie dla Magica Johnsona w systemie gry zwanym „Showtime”, bardzo często to właśnie Worthy odbierał podania typu „no-look pass” od Magica. W finale NBA w 1988, w meczu numer 7 zaliczył jedyne w karierze triple-double i został wybrany MVP finałów. W 1990 oraz 1991 został zaliczony do III składu All-NBA. Od połowy lat 80. grał w specjalnych okularach chroniących zranione oko.
Siedem razy brał udział w NBA All-Star Game. W 1996 znalazł się wśród 50 najlepszych graczy występujących kiedykolwiek w NBA. Jego koszulka (z numerem 42) została zastrzeżona przez Lakers.
Jest jednym z ponad 40 zawodników w historii, którzy zdobyli zarówno mistrzostwo NCAA, jak i NBA w trakcie swojej kariery sportowej.

## Osiągnięcia

### NCAA
- Mistrz:
  - NCAA (1982)[4]
  - turnieju konferencji Atlantic Coast (ACC – 1981, 1982)
  - sezonu regularnego ACC (1982)
- Wicemistrz NCAA (1981)
- Uczestnik turnieju NCAA (1980–1982)
- Most Outstanding Player (MOP=MVP) turnieju NCAA Final Four (1982)[5]
- Sportowiec Roku Konferencji Atlantic Coast (1982)
- MVP turnieju ACC (1982)[6]
- Wybrany do:
  - I składu:
    - All-American (1982)[7]
    - turnieju NCAA (1982)[8]

  - Akademickiej Galerii Sław Koszykówki (2006)[9]
- Uczelnia zastrzegła należący do niego numer 52

### NBA
- trzykrotny mistrz NBA (1985, 1987, 1988)[10]
- 4-krotny wicemistrz NBA (1983, 1984, 1989, 1991)[10]
- MVP finałów NBA (1988)[10]
- 7-krotny uczestnik meczu gwiazd NBA (1986–1992)[11]
- Wybrany do:
  - I składu debiutantów NBA (1983)[12]
  - III składu NBA (1990, 1991)[13]
  - grona 50 najlepszych zawodników w historii NBA (NBA’s 50th Anniversary All-Time Team – 1996)[14]
  - składu najlepszych zawodników w historii NBA, wybranego z okazji obchodów 75-lecia istnienia ligi (2021)[15]
  - Koszykarskiej Galerii Sław (Naismith Memorial Basketball Hall Of Fame - 1983)[16]
- Klub Lakers zastrzegł należący do niego w numer 42[17]

### Reprezentacja
- Mistrz świata U-19 (1979)[18]

### Inne
- Zwycięzca turnieju McDonalda (1991)
- Zaliczony do I składu turnieju McDonalda (1991)